# Brussels Bulls
I Brussels Bulls sono una squadra di football americano di Berchem-Sainte-Agathe, nell'area metropolitana di Bruxelles, in Belgio, fondata nel 2005.

## Dettaglio stagioni

### Tornei nazionali

#### Campionato

##### BFL
| Stagione | regular season | regular season | regular season | regular season | regular season | regular season | playoff | playoff | playoff | playoff | playoff | playoff   | playoff    |
|          | Vin            | Par            | Per            | Tot            | PF             | PS             | Vin     | Per     | Tot     | PF      | PS      | risultato | avversaria |
| -------- | -------------- | -------------- | -------------- | -------------- | -------------- | -------------- | ------- | ------- | ------- | ------- | ------- | --------- | ---------- |
| 2014     | 5              | 0              | 3              | 8              | 158            | 73             | -       | -       | -       | -       | -       | -         | -          |
| Totale   | 5              | 0              | 3              | 8              | 158            | 73             | -       | -       | -       | -       | -       |           |            |

Fonti: Enciclopedia del Football - A cura di Roberto Mezzetti

### Tornei internazionali

#### EFAF Atlantic Cup
| Stagione | regular season | regular season | regular season | regular season | regular season | regular season | playoff | playoff | playoff | playoff | playoff | playoff     | playoff           |
|          | Vin            | Par            | Per            | Tot            | PF             | PS             | Vin     | Per     | Tot     | PF      | PS      | risultato   | avversaria        |
| -------- | -------------- | -------------- | -------------- | -------------- | -------------- | -------------- | ------- | ------- | ------- | ------- | ------- | ----------- | ----------------- |
| 2010     | -              | -              | -              | -              | -              | -              | 1       | 1       | 2       | 21      | 54      | Terzo posto | Dudelange Dragons |
| Totale   | -              | -              | -              | -              | -              | -              | 1       | 1       | 2       | 21      | 54      |             |                   |

Fonti: Sito Eurobowl.info Archiviato il 19 ottobre 2017 in Internet Archive.

## Riepilogo fasi finali disputate
| Anno           | Luogo   | Evento            | Fase del torneo      | Incontro                           | Risultato |
| 27 giugno 2010 | Dublino | EFAF Atlantic Cup | Finale 3º - 4º posto | Brussels Bulls - Dudelange Dragons | 21 - 6    |

## Palmarès
- 4 Campionati tackle Under-19 (2009, 2010, 2011, 2012)
- 1 Irisbowl Under-17 (2012)
- 2 Campionati flag Under-17 (2009, 2010)
- 1 Campionato flag Under-13 (2012)